# 이스크 린
이스크 린(영어: YSK Lynn, 본명: 김시완, 2005년 2월 21일~)은 대한민국의 음악 프로듀서다. 2023년 4월 첫 싱글 앨범 Dark Light을 발매하여 아티스트로서 데뷔하였다.

## 어린 시절

### 데뷔 전
이스크 린은 2005년 2월 21일 경기도 부천시에서 태어나, 3살까지 거주, 이후 경기도 광명시으로 이주하여 유년기를 보냈다. 7살때 대한민국 서울특별시 구로구 개봉동으로 이주해 부모님과 함께 거주하여 서울개명초등학교에 다니기 시작했다.
초등학교 4학년 2학기, 이스크 린은 부모님의 사정으로 서울특별시에서 경기도 광명시로 다시 이사와 전학을 왔다 이때 충현초등학교로 전학을 하였다. 그 후 남들과 다를 것 없는 학창 시절을 보내다 초등학교 졸업 후 힙합에 관심이 생겨 직접 음악을 만들고 싶다는 생각에 초반에는 스마트폰 어플을 이용해 간단한 비트를 만들다가 고등학교 1학년때부터 FL 스튜디오 작곡 프로그램을 이용해 작곡을 하기 시작하여 자신의 사운드 클라우드와 유튜브 채널에 곡을 올려 음악 활동을 시작하게 되었다.

### 데뷔 후
이후 음반사를 찾게 되어 2023년 4월 첫 데뷔 앨범 (Dark Light)을 발매하여 작곡가로서 데뷔하였다. 이후 약 20개 이상의 노래를 발매하며 꾸준히 활동하고있다.

## 학력
- 서울개명초등학교 전학
- 충현초등학교 졸업
- 충현중학교 졸업
- 광휘고등학교 졸업

## 음반

### 싱글 (Single)
- YSK Lynn - Dark Light (2023)
- YSK Lynn - Drift (2023)
- YSK Lynn - CrazyBeat (2023)
- YSK Lynn - Hunter (2023)
- YSK Lynn - Mixed Art (2023)
- YSK Lynn - Back It Again Pt.1 (2023)
- YSK Lynn - Oha-la-la-la?!# (2023)
- YSK Lynn - SAY LESS ! (2023)
- YSK Lynn - Back It Again Pt.2 (2023)
- YSK Lynn - Freeguy (2023)
- YSK Lynn - Make It Happen (2023)
- YSK Lynn - Drag Me Down (2023)
- YSK Lynn - Pull Up The Time (2023)
- YSK Lynn - Radio Gang (2023)

### 믹스테잎
- YSK Lynn - Blue Mixtape (2023)